# Klinikum Oberberg
Die Klinikum Oberberg GmbH ist eine Holding, die seit 2008 die Dachgesellschaft mehrerer Krankenhäuser im Bergischen Land ist. Ihr Sitz ist am Kreiskrankenhaus Gummersbach im Oberbergischen Kreis.
Zu den Tochtergesellschaften der Klinikum Oberberg GmbH gehören die Kreiskliniken Gummersbach-Waldbröl GmbH, die die Kreiskrankenhäuser Gummersbach und Waldbröl sowie die psychiatrische Fachklinik in Marienheide betreibt, sowie die Psychosomatische Klinik Bergisch Land gGmbH. Daneben werden weitere Tochtergesellschaften (zum Beispiel GKD) betrieben, die sowohl medizinische aber auch nicht-medizinische Dienstleistungen erbringen.